# Shigeo Yaegashi
Shigeo Yaegashi (jap. 八重樫 茂生, Yaegashi Shigeo, wirklicher Name: 八重樫 茂夫 bei gleicher Lesung; * 24. März 1933 in Daejeon, Korea; † 2. Mai 2011, Präfektur Tokio) war ein japanischer Fußballspieler.

## Nationalmannschaft
1956 debütierte Yaegashi für die japanische Fußballnationalmannschaft. Yaegashi bestritt 45 Länderspiele und erzielte dabei elf Tore. Mit der japanischen Nationalmannschaft qualifizierte er sich erfolgreich für die Olympischen Spiele 1956, 1964 und 1968. Bei den Olympischen Spielen 1968 konnte Japan die Bronzemedaille gewinnen.

## Errungene Titel

### Mit der Nationalmannschaft
- Olympische Sommerspiele 1968: Bronzemedaille

### Mit seinen Vereinen
- Kaiserpokal: 1960, 1961, 1964

## Persönliche Auszeichnungen
- Japan Soccer League Best Eleven: 1966, 1967, 1968